# 3C (商品代稱)

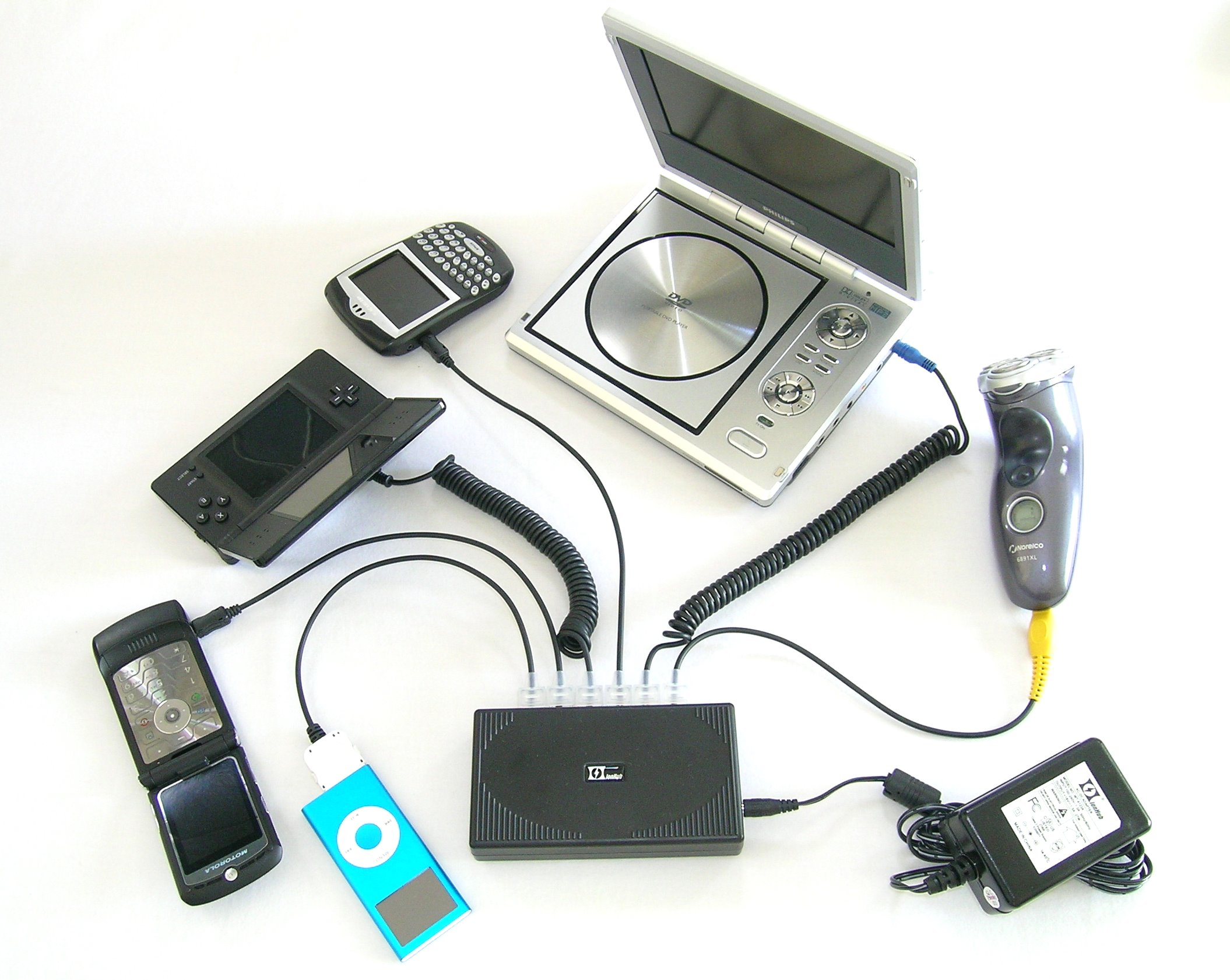
3C產品

3C於台灣是對電腦（computer）及其週邊、通訊（communication，多半是手機）和消費電子（consumer electronics）三種家用電器產品的代稱。
這類的產品規格接近，替代性高，產品生命週期較短（約一年），製造商進入門檻較低，在許多廠商投入競爭後，往往價格會快速下跌，是這類產品的特點。
後來也有廠商將上述概念加入汽車電子，變成4C，不過汽車電子的產品生命週期較長，和原來3C產品的特性不同。